# José Antonio Teixeira Vitienes
José Antonio Teixeira Vitienes, conocido como Teixeira Vitienes II (Santander, Cantabria, 18 de julio de 1970), es un exárbitro de fútbol español de la Primera División de España. Pertenecía al Comité de Árbitros de Cantabria. Es hermano mayor del también árbitro Fernando Teixeira Vitienes (n. 1971, conocido como Teixeira Vitienes I).

## Trayectoria
Fue objeto de duras críticas por su actuación en el partido de la Segunda División de España entre el FC Cartagena y el Levante UD, donde aficionados y prensa de la Región de Murcia le acusaron de favorecer en determinadas jugadas al equipo valenciano. 
Consigue el ascenso a Primera División de España junto al colegiado gallego Ignacio Iglesias Villanueva. Debutó en Primera División de España el 29 de agosto de 2010 en el partido Real Club Deportivo de La Coruña contra el Real Zaragoza (0-0).
Tras cinco temporadas, se retiró en la temporada 2014/15. El último encuentro que dirigió fue el Real Madrid Club de Fútbol-Getafe Club de Fútbol (7-3) el 23 de mayo de 2015.
Es ingeniero de telecomunicaciones y fue director general de Innovación del Ayuntamiento de Santander entre 2011 y 2016.

## Premios
- Trofeo Vicente Acebedo (1): 2010.